# Pelican Bay (Floride)
Pour les articles homonymes, voir Pelican Bay.
Pelican Bay est une census-designated place du comté de Collier, dans l'État de Floride, aux États-Unis,. En 2020, elle compte une population de 6 660 habitants.